# بهاولپور، پاکستان
بهاولپور (به اردو: بہاولپور) شهری در ایالت پنجاب (پاکستان) کشور پاکستان است که در سرشماری سال ۲۰۰۶ میلادی، ۵۷۶٫۲۰۳ نفر جمعیت داشته است.

## نگارخانه

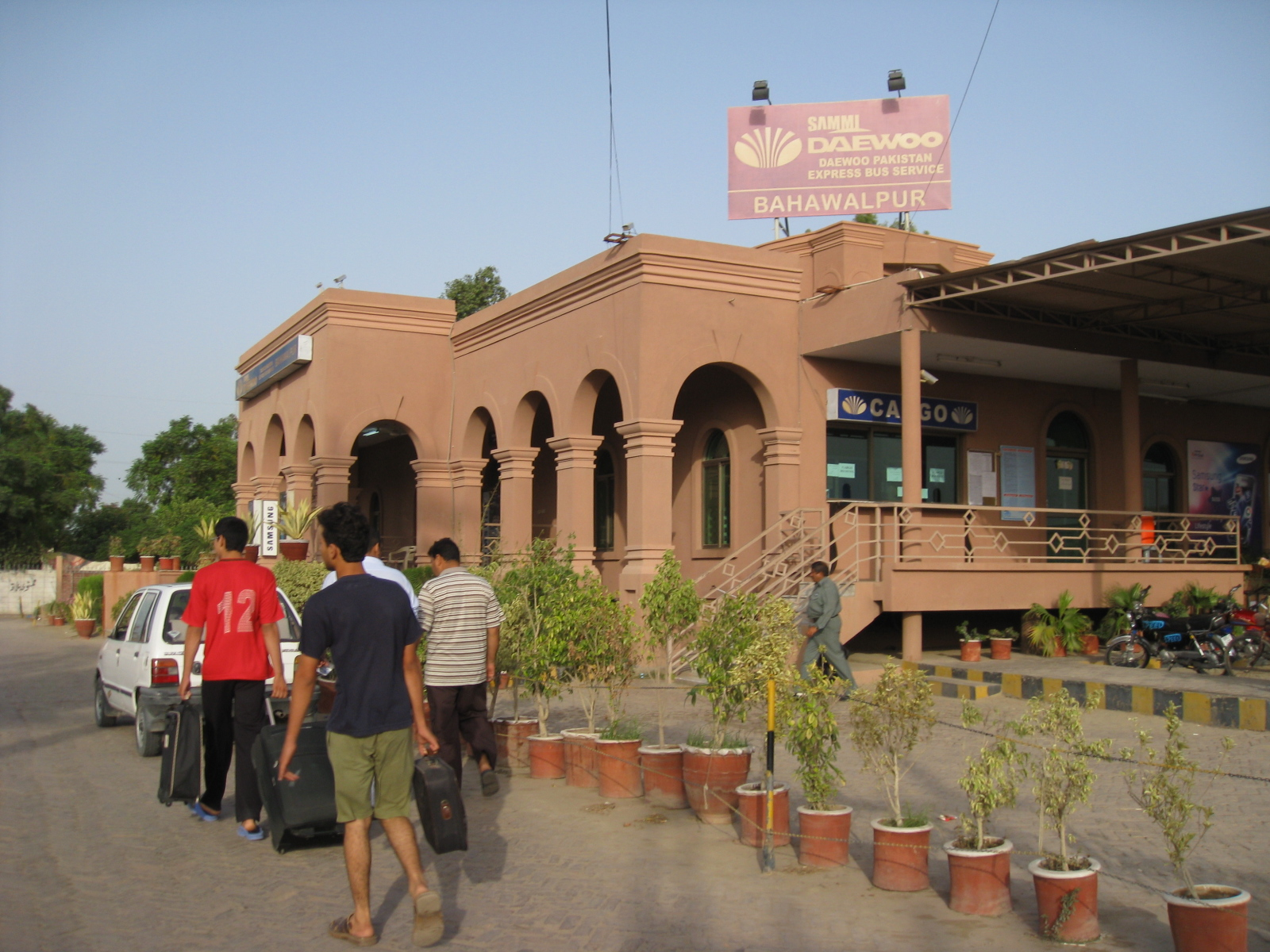
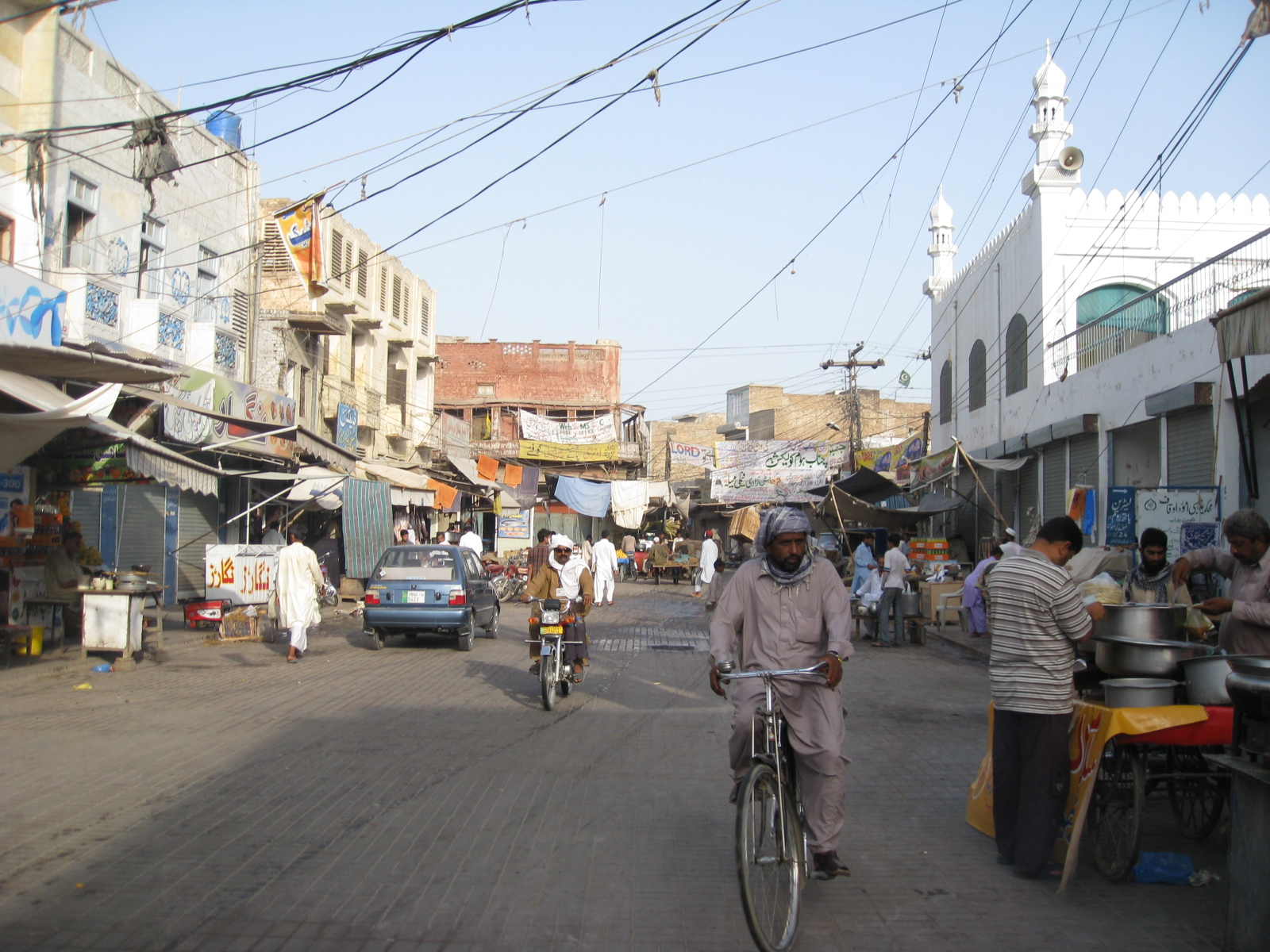
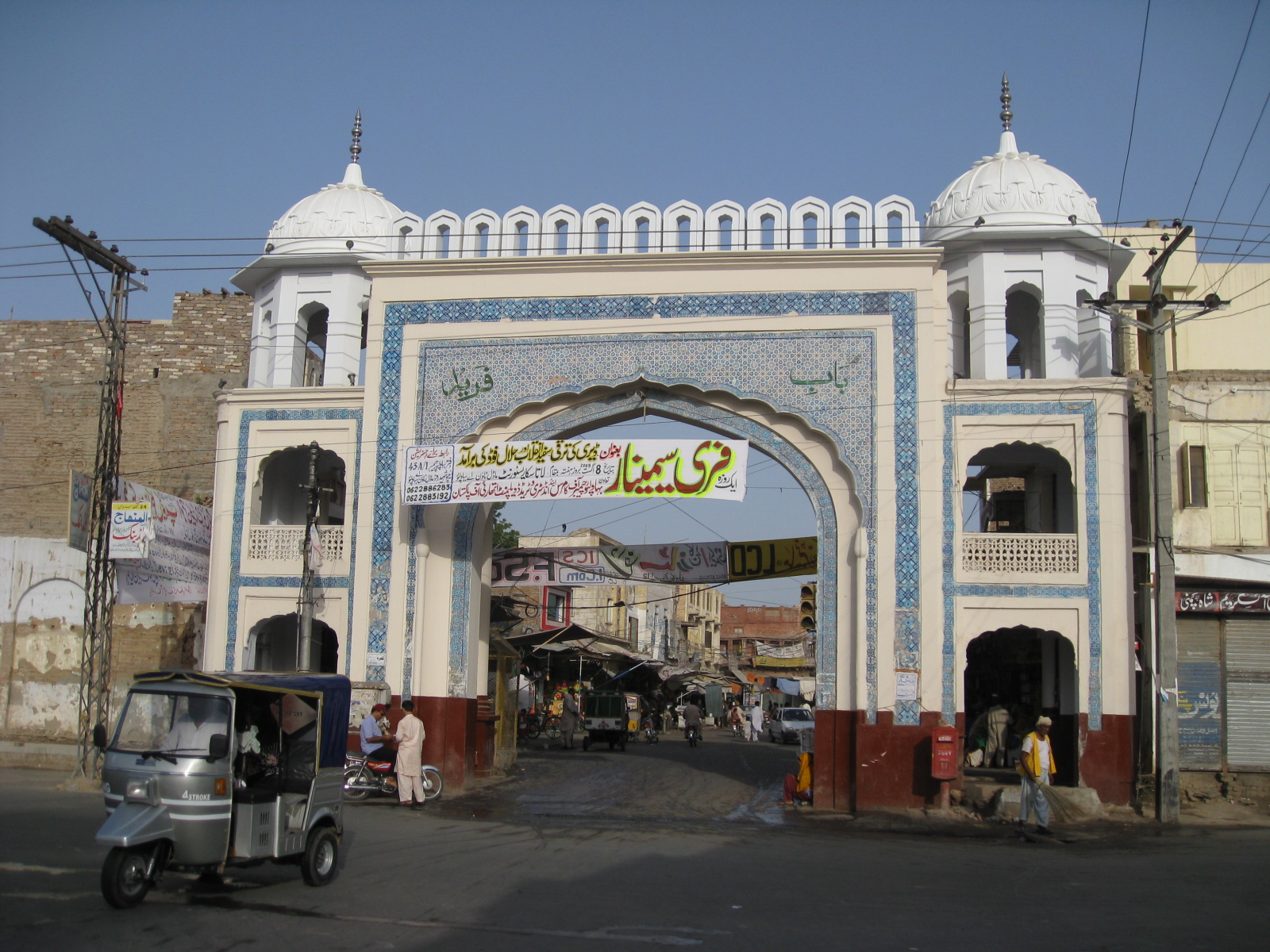
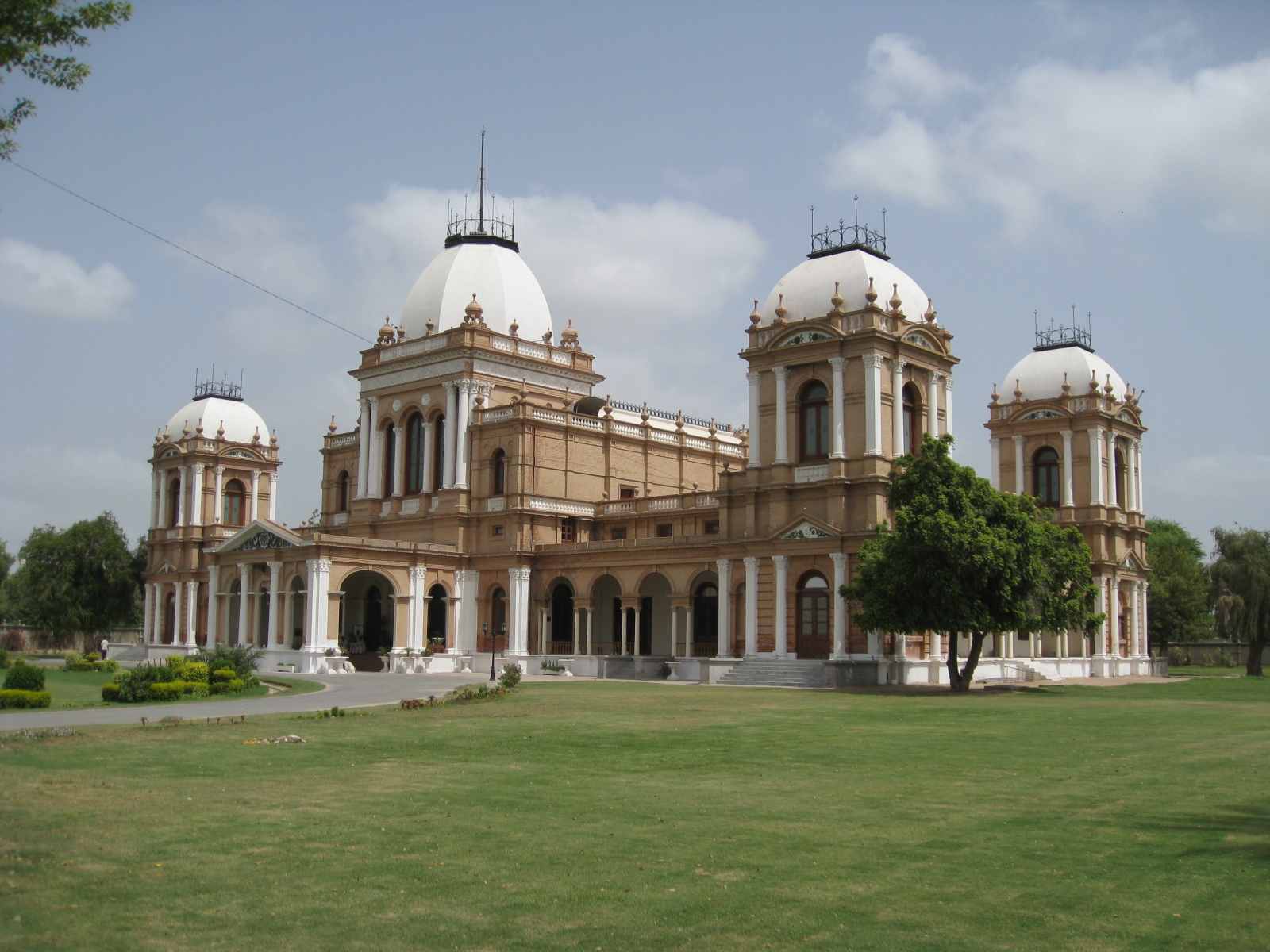
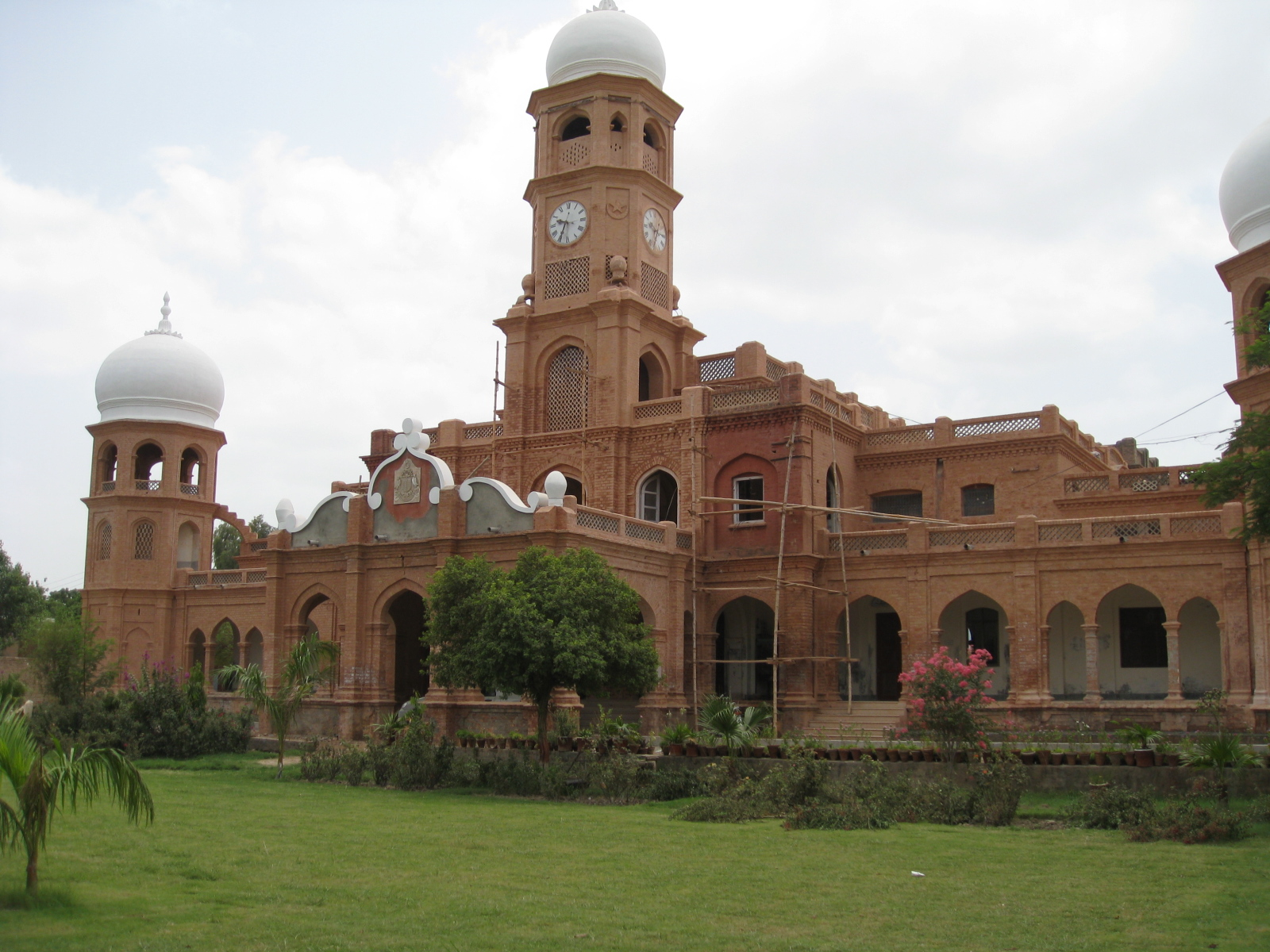
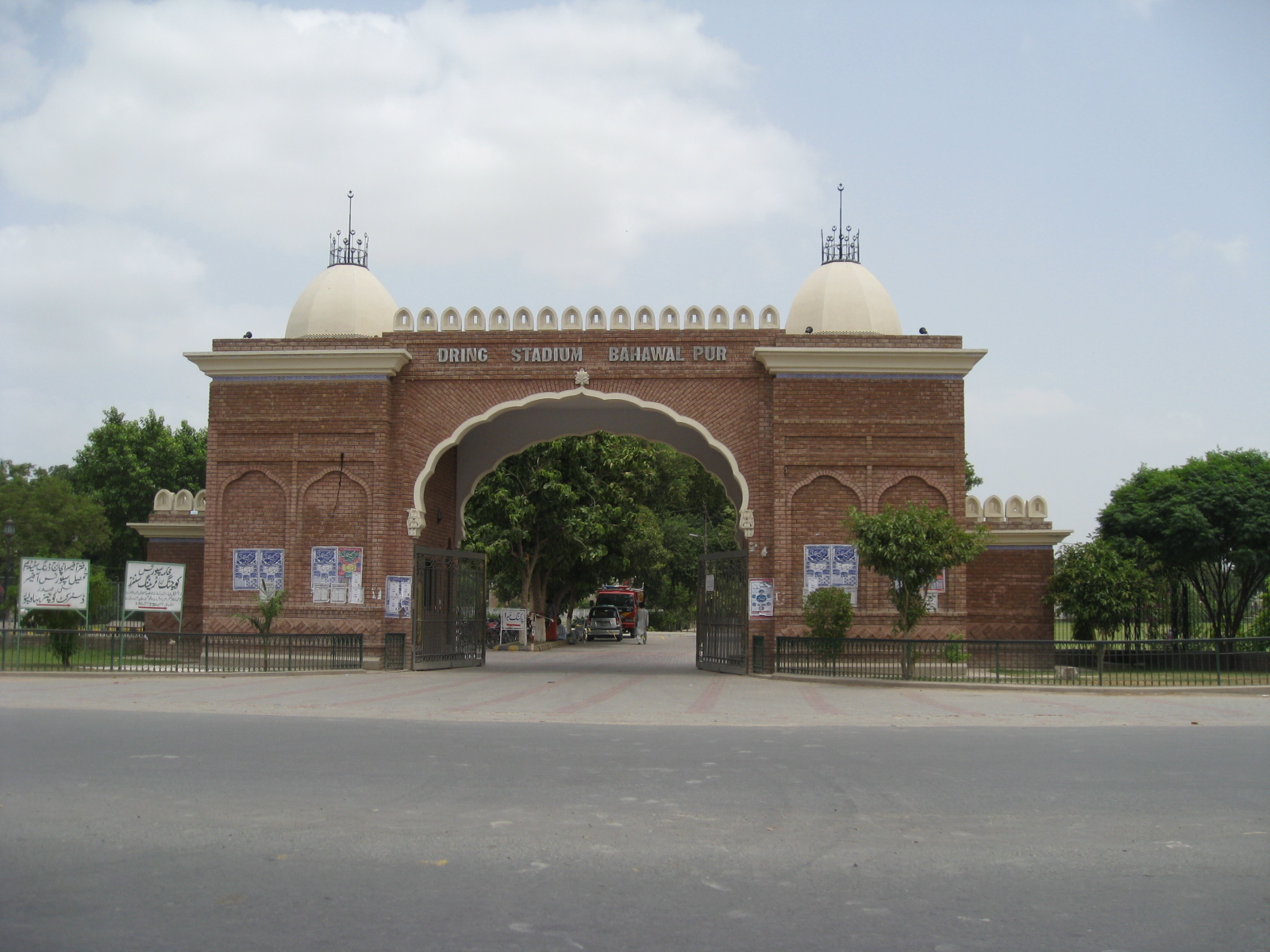
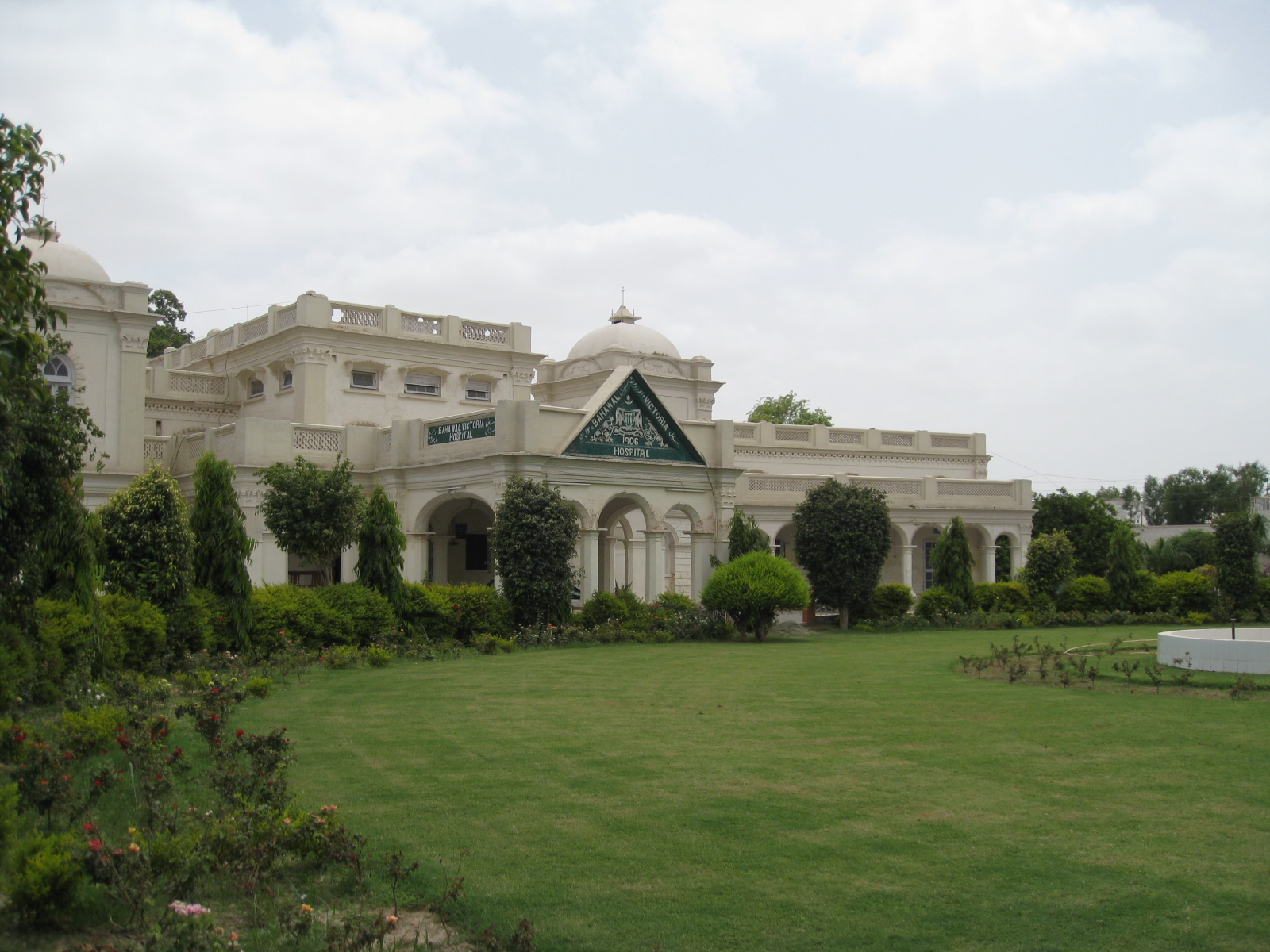
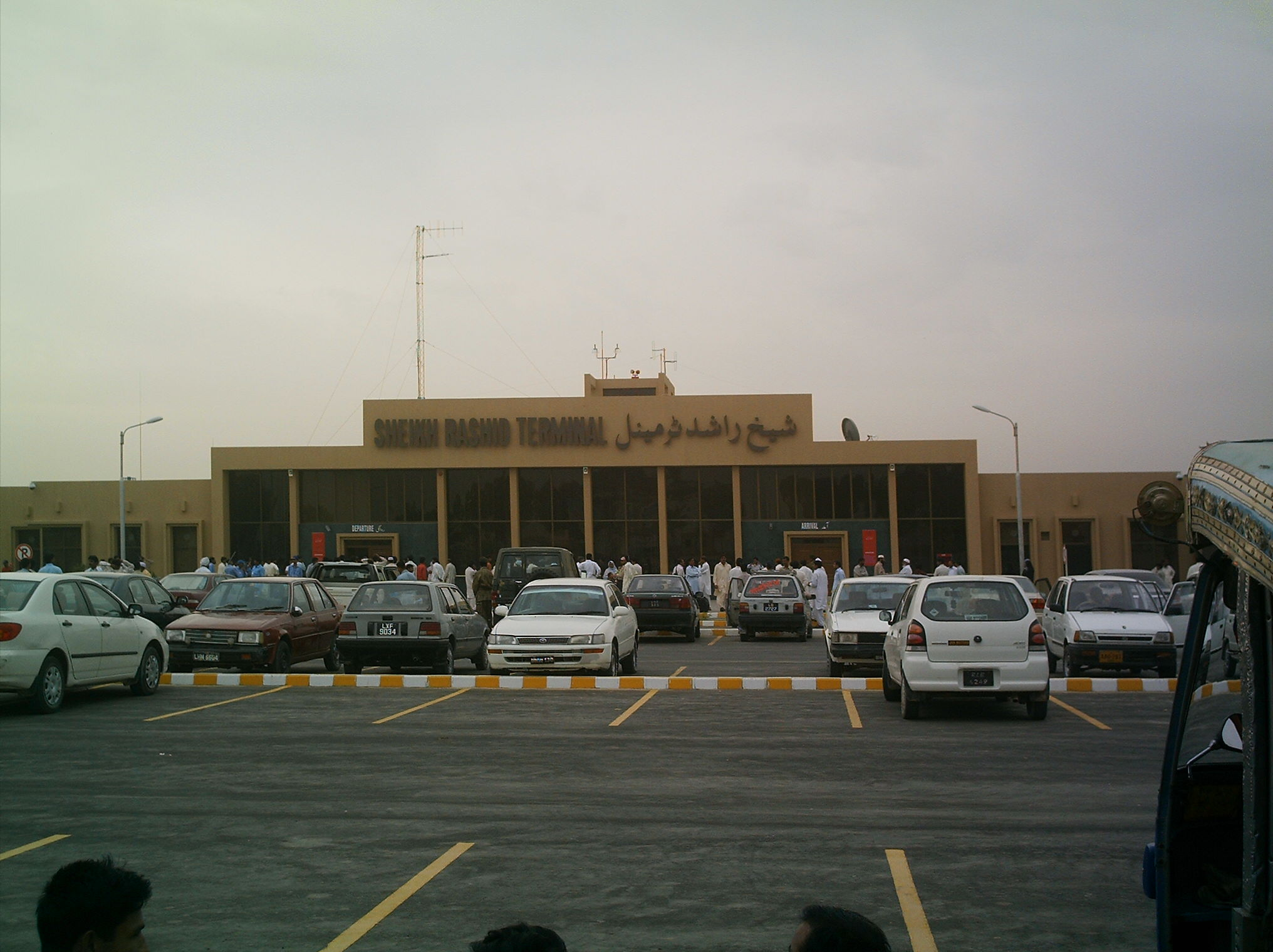